# ふりむけば愛
『ふりむけば愛』（ふりむけば あい）は、1978年製作の日本映画（東宝）。山口百恵・三浦友和の主演コンビ8作目で、リメイクや原作を持たないコンビ初のオリジナル作品である。監督はCM撮影を通じて師事していた大林宣彦。海外ロケ（サンフランシスコ）やコンビ初のベッドシーンも話題になった。公開時の惹句は、「愛はいつも偶然から生まれる。杏子が哲夫に出逢ったように――奔放な愛の嵐に打ちひしがれながらも、求め合い育み合う哀しみのラブストーリー」である。
キネマ旬報ベストテンでは圏外の第50位だったが、8億6100万円の配給収入を記録、1978年（昭和53年）の邦画配給収入ランキングの第9位となった。

## 作品内容
サンフランシスコへ一人旅に来た杏子は、金門橋で凧揚げをしていた哲夫と出会い、恋に落ちる。東京での再会を約束して帰国した杏子だったが、哲夫から手紙は来ず、約束の場所を訪ねたが、それらしい店はなかった。
失意の中、杏子は大河内の乗った車にはねられ怪我を負う。杏子を見舞う大河内は杏子に魅かれ、求婚する。杏子の両親は喜ぶが、杏子は哲夫の真意を確かめるために再びサンフランシスコの哲夫の部屋を訪ねる。そこには別の女がいて、杏子は哲夫を罵り、別の男と結婚すると言い捨てて去る。哲夫は杏子の残していったライターを見て、杏子の愛の強さに気付き後を追うが、杏子は帰国してしまう。哲夫は金を工面してようやく帰国、杏子の前に現れるが、杏子の強い拒絶に合う。ついには痴漢呼ばわりされて、大河内に殴られ、雨の路上に倒されてしまう。
杏子は大河内と結婚し、新婚旅行でサンフランシスコを訪れる。大河内が見つけたガイドは哲夫の親友・松本で。松本は二人を馴染みのディスコへ案内する。ステージには哲夫がいて、「ふりむけば愛」をギターで弾き語る。哲夫を見つめる杏子の熱い視線に気づいた大河内は、ステージの男が雨中の痴漢であることを思い出し、哲夫に歩み寄る。哲夫は杏子を自分に返してくれと大河内に頼み、大河内に一方的に殴られる。杏子は自分の哲夫に対する愛に気づき、大河内に謝りその場を去る。大河内は母に電話して離婚の決意を告げる。哲夫は杏子を探して街に出る。
杏子は金門橋に行き、青空に翻る凧を見る。「杏子」と書かれた凧を揚げる哲夫に杏子は駆け寄り、二人は強く抱き合うのであった。

## 製作経緯

### 企画
大林は『HOUSE』を作る以前に構想段階であった『さびしんぼう』を作ろうとして、当時手掛けていたCMに出演していた誰かを主演にと探していて、見つけ次第具体化しようと計画していた。当時仕事をしていたホリプロの笹井英男プロデューサーにもホリプロに入ったばかりの山口百恵を紹介されて会った。1974年に百恵がグリコのCMに起用され大林が百恵のCMを作ることになった。このCMシリーズで百恵がお兄ちゃんに対する憧れを持つという企画が上がり、大林がイメージしたお兄ちゃん役に、笹井プロデューサーがホリプロの系列事務所にいた三浦友和を大林に紹介し大林が起用を決めた。大林はモモトモコンビの生みの親であり、育ての親でもあった。この後、百恵の映画デビュー作も大林が最初に監督をオファーされたが、百恵が忙しすぎて撮影に取れるのは3日しかないと言われ断った。結局百恵のデビュー作『伊豆の踊子』は、西河克己が監督を務め、"百恵友和コンビ"でヒットし、以降も二人のコンビで映画は文芸作品のリメイクが続いた。しかし友和は本来、萩原健一や松田優作のような反体制を引きずる役者に憧れ、同世代の俳優の活動に比べて、"百恵友和コンビ"による文芸路線が続くことに不満を抱えており、友和がふてくされているとホリプロに伝わり本企画が浮上したといわれる。百恵友和両方のファンが「何で『HOUSE』みたいな変な映画作る人の映画に、ウチの友和さんを出すんですか！」と映画館の事務所に怒鳴り込んでくる客もいたという。
本作は邦画界の大転換ともいえる映画である。大林宣彦は本作が三作目であるが、当時の映画界の大林の評価は「わけの分からない中身のない映画を撮るが若い人には受ける」という認識。天下の百恵・友和映画というドル箱映画にあくまでCMディレクターに「過ぎない部外者」に監督を任せるという大英断。中身はないと酷評されたが、初のオリジナル脚本である本作を経て、百恵・友和映画は文芸路線から外れる。

### 脚本・撮影
当初の企画はジェームス三木によるサスペンス物で、『逢えるかも知れない』という見方もある。これがキャンセルされたことで、大林と脚本のジェームス三木は古典的なアイドル映画作り、その原点たるスター映画の構造を焙り出したいと、敢えて陳腐な話を考えた。評論家筋からも酷評されている。大林演出による"百恵友和コンビ"のグリコCMシリーズも映画と同様に続き、結局二人の出会いから結婚までの7年間続いた。この間、演出側に興味を持っていた友和は大林の横に常に立ち、技術的な質問をしたりし、大林が百恵に友和を見て演技するよう指示した。2～3年たつと百恵の視線が"カット"後も友和から離れなくなった。幼い憧れが恋となり、やがて愛にまで育っていくというCMの企画が、そのまま二人の現実と一体化してしまった。スタッフの間でも百恵が友和に好意を持っていると話題になり、大林もカット尻に百恵の恋心を発見したため、この感情を引用し、カット尻が虚構ではなく、虚構が現実になりつつあるその過程を捉えるという「カット尻の映画」にしてやろうと考えた。シナリオにあるセリフ、動きが終わっても、大林はカットをかけず黙っていた。すると二人はまだ何かをやらなければならない。本作のセリフがないシーンや、何か情景だけのシーンは、シナリオに書かれていることの後のカットを繋いだもの。ラストシーンは最後までカットをかけず、フィルムが無くなって映画が終わる。
ホリプロがせっかくオリジナルでやるのだからと海外ロケを提案し、サンフランシスコだけという条件を出した。このため東京とサンフランシスコを行きつ戻りつしながら撮影が行われ、本作を切っ掛けに山口百恵と三浦友和は結婚にふみきることを決意したといわれる。
山口百恵は本作で初めて上半身のみ、何も纏わず撮影した。
大林映画の常連だった三浦友和は、大林の演技指導について「分からないんだよねえ」と言った。

### タイトル
「ふりむけば愛」という題名は、大林が「この二人は、僕と5年近くコマーシャルをやっているうちに、幼なじみだったのがいつの間にか気がついたら恋人になっていたんだよな、フッと振り向いたらそこに恋人がいたんだよ」と言ったら、三木が「ああ、ふりむけば愛ですね、それで行きましょう」という会話から付けた。しばらくして「○○すれば○○」といういい方が広告業界に流行した。

## キャスト
- 石黒杏子（ピアノ調律師）：山口百恵
- 田丸哲夫：三浦友和
- 大河内修：森次晃嗣
- 石黒信太郎（杏子の父）：玉川伊佐男
- 石黒松子（杏子の母）：奈良岡朋子
- 石黒保（杏子の次弟）：黒部幸英
- 石黒誠（杏子の末弟）：神谷政浩
- 松下幸平：名倉良
- 新井教授：高橋昌也
- 大河内トミ（修の母）：南田洋子
- 不動産屋主人：大内勇
- ピアニスト：藤木啓士
- 警官：安西卓人
- 掃除婦：星野晶子
- 歌手：三波豊和
- 田丸竜之介（哲夫の父）：岡田英次

## スタッフ
- 監督：大林宣彦
- 製作：堀威夫、笹井英男
- 脚本・原案：ジェームス三木
- 音楽：宮崎尚志
- 主題歌：三浦友和「ふりむけば愛」（作詞・作曲：小椋佳　編曲：松任谷正隆）
- 撮影：萩原憲治
- 編集：鍋島淳
- 製作プロダクション：ホリ企画制作

## ロケ地
- サンフランシスコ市街、ゴールデン・ゲート・ブリッジ（金門橋）
- 多摩動物公園駅
- 百草園駅界隈 - 百草園界隈が田丸哲夫（三浦友和）の居住地という設定。

## 併映作品
『お嫁にゆきます』
- ホリ企画制作作品。監督：西河克己。主演：森昌子、佐野浅夫、大和田獏、渡辺篤史、菅井きん。